# آرشاک کاراپتیان
آرشاک کاراپتیان (ارمنی: Արշակ Կարապետյան؛ زادهٔ ۶ فوریهٔ ۱۹۶۷) یک سیاستمدار و نظامی اهل ارمنستان است که از تاریخ ۳ اوت ۲۰۲۱ تا ۱۵ نوامبر ۲۰۲۱ در دولت سوم نیکول پاشینیان سمت وزیر دفاع ارمنستان را برعهده داشت.

## زندگی‌نامه
در ۶ فوریه ۱۹۶۷ در ایروان به دنیا آمد و از en:Frunze Military Academy فارغ‌التحصیل شد. 